# La donna carnefice nel paese dell'oro
La donna carnefice nel paese dell'oro è un film muto del 1926, diretto da Mario Guaita-Ausonia e Luigi Fiorio.

## Trama
Dopo un grave incendio, un gruppo di canadesi perdono tutti i propri averi; decidono così di trasferirsi in Alaska. Accampati lungo le sponde del fiume Yukon, vengono circondati da un gruppo di banditi guidati da Blake e da sua moglie La Piovra.